# 은하군 및 은하단

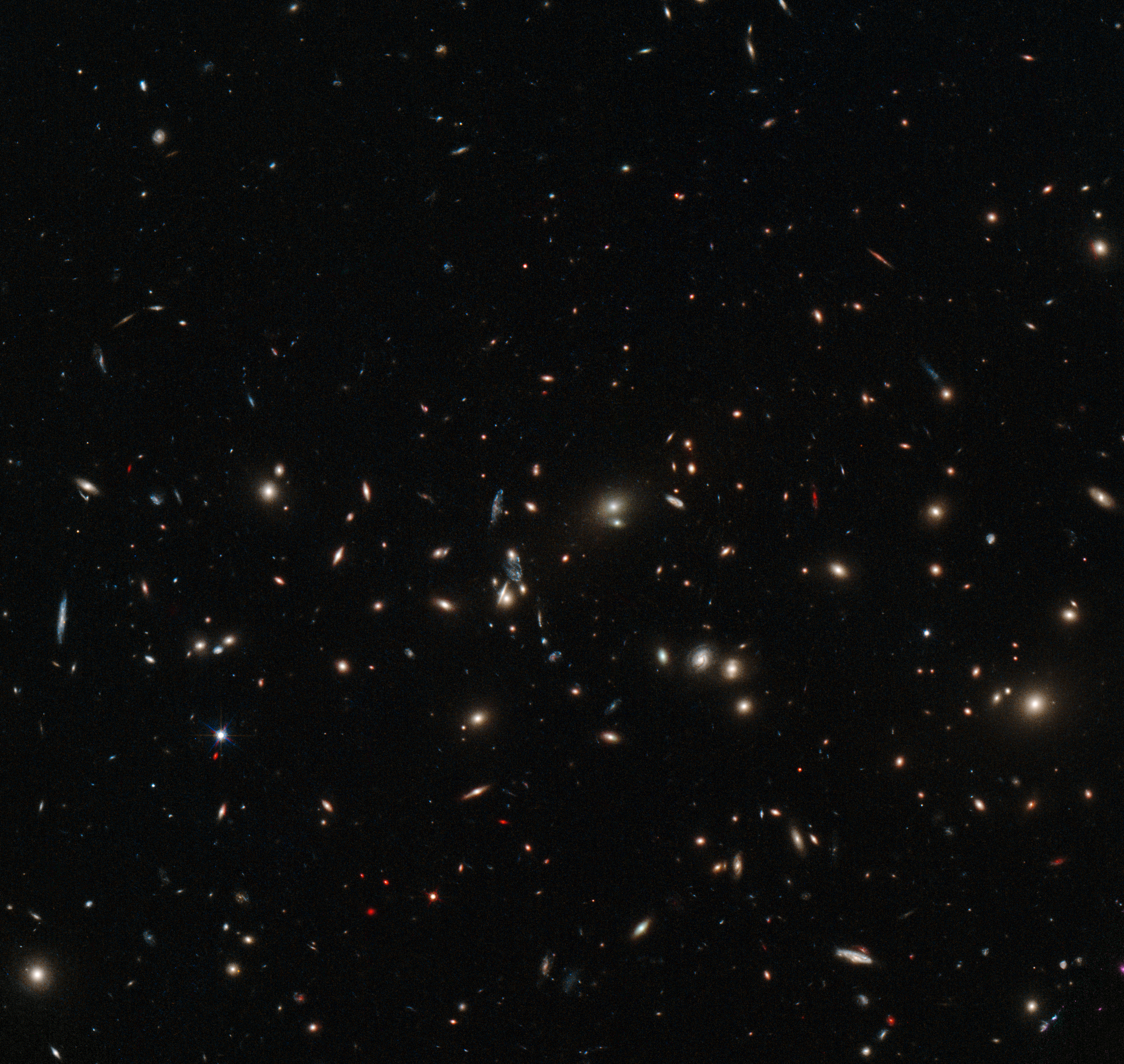
MACS J0152.5-2852은 무거운 은하단이다. 사진 안의 거의 모든 천체가 각각 수십억 개의 별을 포함하고 있는 은하이다.

은하군(銀河群, 영어: Group of galaxies) 및 은하단(銀河團, 영어: Cluster of galaxies)은 여태까지 우주의 구조 형성 과정에서 발생한 것 중 가장 거대한 중력적으로 속박된 천체이다. 이들은 우주의 거대구조의 가장 밀한 부분을 구성한다. 차가운 암흑물질을 포함하는 계층적 구조 형성 모델에서, 처음에 매우 작은 구조는 수축하여 결과적으로 매우 거대한 구조인 은하단을 형성한다. 은하단은 지금과 100억 년 전 사이({\displaystyle z\sim 3}), 즉 상대적으로 최근에 형성되었다. 은하군 및 은하단은 각각 열 개에서 수천 개의 은하를 포함한다. 은하단 그 자체는 보통 초은하단(supercluster)으로 불리는 거대한 비중력속박 무리와 관련되어 있다.

## 은하군

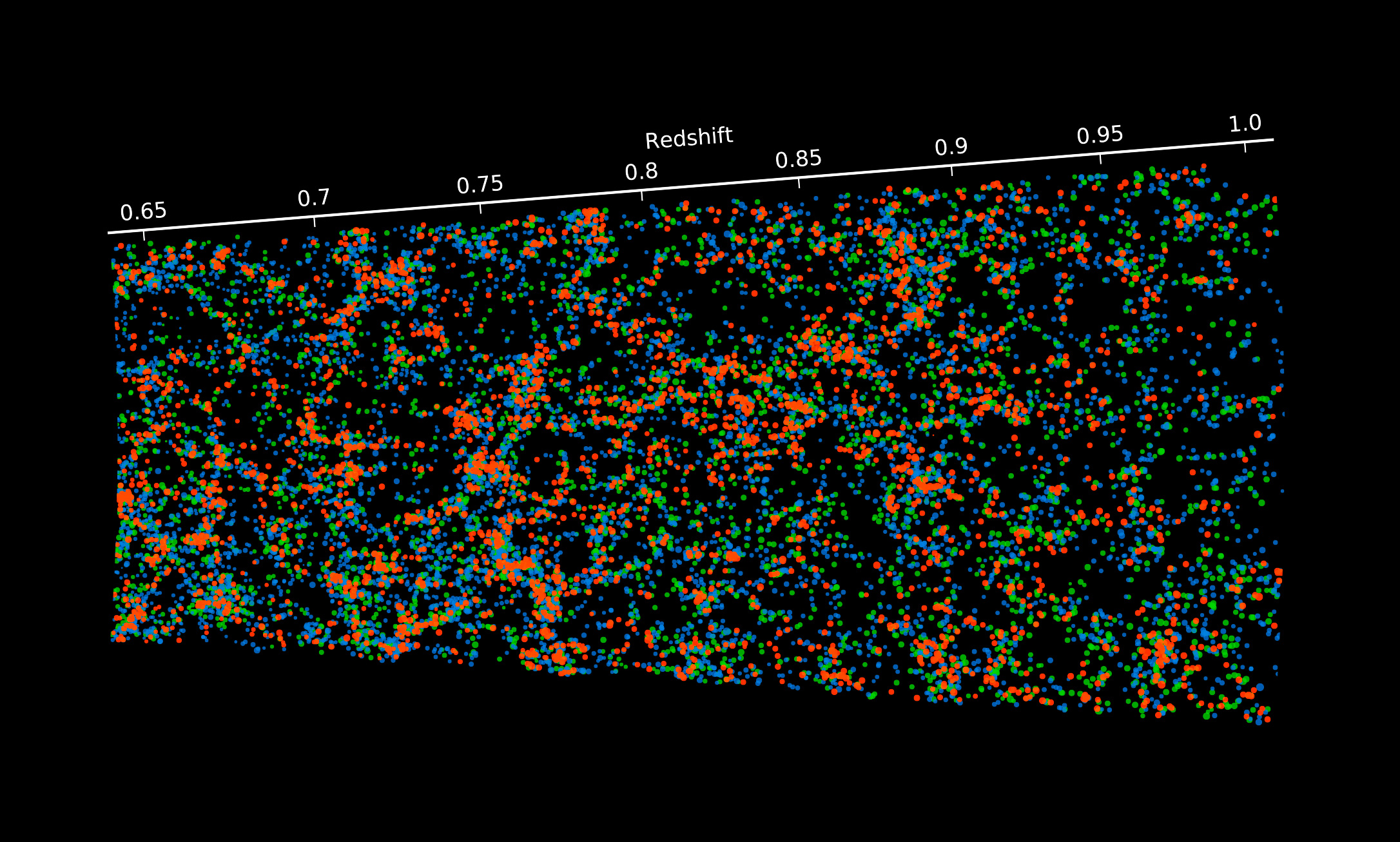
VIPERS 탐사에서 수천 개의 은하들의 위치에 관한 지도

은하군은 작은 은하 무리이다. 이들은 보통 직경 1~2 메가파섹(Mpc) 내에 50개보다 적은 은하들을 포함하고 있으며, 질량은 대략 1013 M☉이다. 개개의 은하에 대한 속도분산은 약 500 km/s이다. 그러나, 크고 무거운 은하계도 가끔 은하군으로 분류되기 때문에 이 정의는 지침으로만 사용되어야 한다. 은하군은 근방의 우주에서 적어도 50%를 차지하고 있는, 우주에서 가장 흔한 구조이다. 은하군은 매우 거대한 타원은하와 은하단 사이의 범위의 질량을 가지고 있다.
우리은하는 처녀자리은하단 국부은하군에 포함되어 있다.

## 은하단

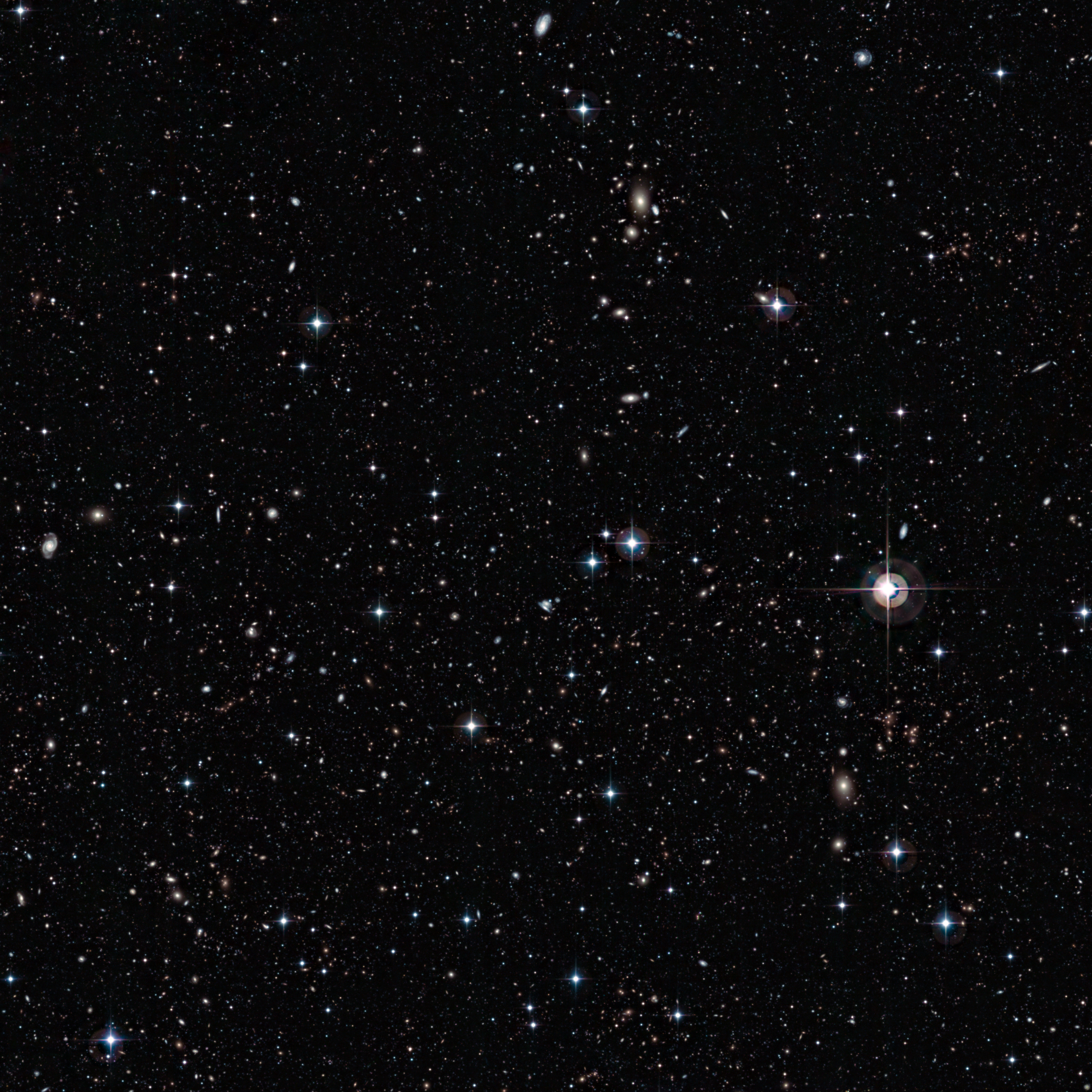
풍부하게 산포한 은하들은 MPG/ESO 2.2미터 망원경에 부착된 광시야영상기를 통해 촬영되었다.

은하단은 은하군보다 더 큰 시스템이다 ({\displaystyle 10^{14}\sim 10^{15}M_{\odot }}). 포함되는 은하의 수도 1000개 단위이며, 은하의 속도 분산도 {\displaystyle \sigma =1,000km/s} 정도이다. 가시적으로 관측할 때, 은하단은 서로의 중력에 의해 붙잡힌 은하의 무리처럼 보이지만, 이들의 운동속도는 너무 커서 상호간의 중력 상호작용에 의해서 속박되어 남아있을 수가 없다. 이는 보이지 않는 추가적인 질량 요소나 중력 외의 인력등의 존재를 암시한다. X-선 연구는 은하단내부물질로 알려진 많은 양의 은하간가스의 존재를 드러냈다. 이 가스는 107~108 K으로 매우 뜨거워서 제동복사(synchrotron radiation)와 원자의 선방출 방식으로 X-선을 방출한다. 가스의 총 질량은 은하들의 질량의 거의 두 배 만큼 크지만, 이 마저도 은하단에서 은하가 유지될 수 있는 충분한 질량에 미치지 못한다. 은하단의 중력장 전체에서 이 가스는 거의 유체 정역학 평형상태에 있기 때문에 총질량 분포를 측정할 수 있다. 이 측정으로부터 추정된 은하단의 총질량은 은하 또는 뜨거운 가스의 총질량보다 대략 여섯 배나 크다는 것이 밝혀졌으며, 질량은 암흑물질로 알려져 있다. 일반적인 은하단에서 질량비를 구하면, 총 질량의 3% 정도가 별과 은하이며, 10%는 뜨거운 X-선 방출 가스, 나머지 87% 정도는 암흑물질로 이루어져 있다. 브라운슈타인과 모팟은 암흑물질 없이 X-선 은하단을 설명하는 수정된 중력이론을 이용했다. 총알 은하단(Bullet cluster)의 관측은 암흑물질의 존재에 관한 가장 강력한 증거이다. 그러나, 브라운슈타인과 모팟도 수정된 중력이론 역시 은하단의 특징을 설명할 수 있다는 것을 보여주었다.

## 관측 방법

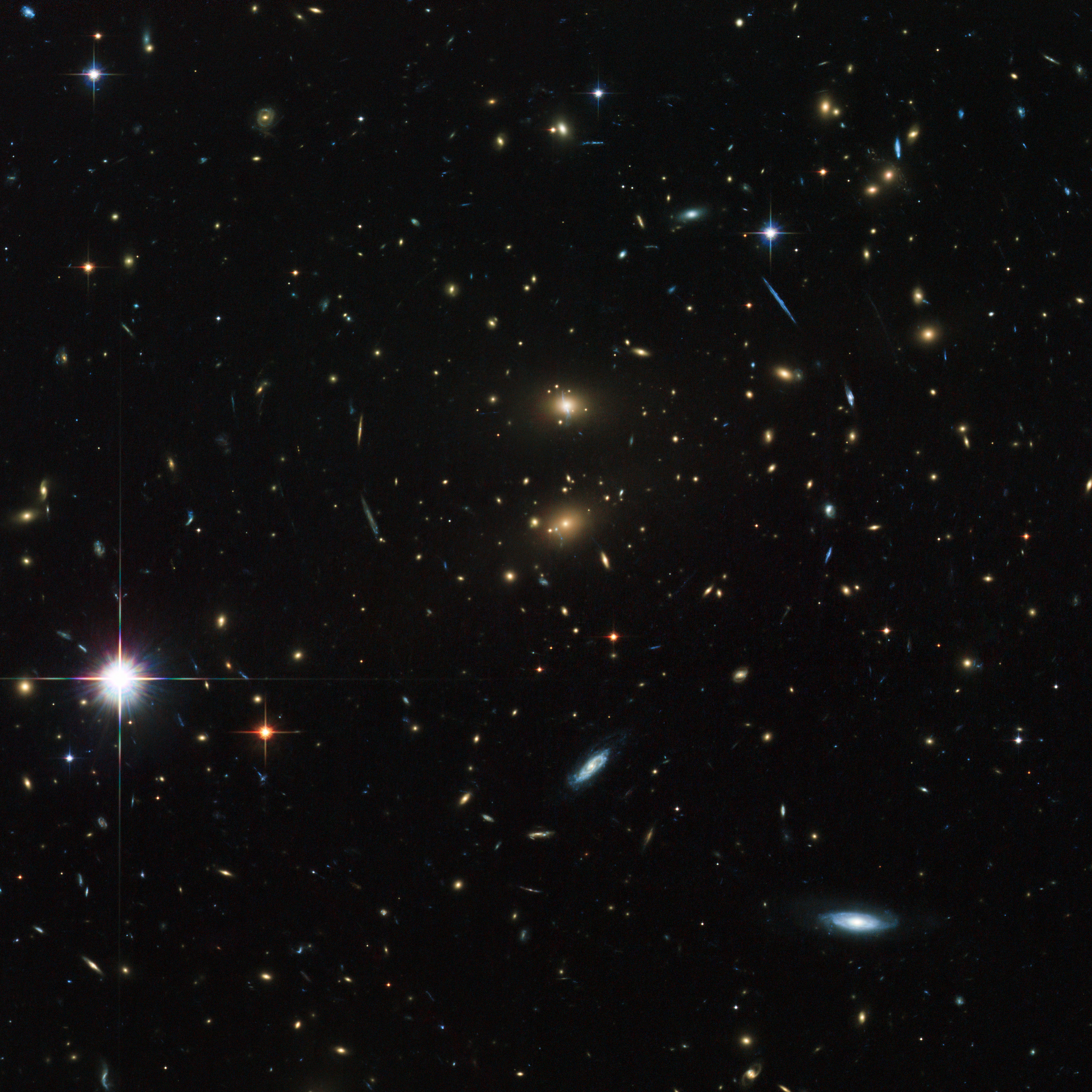
중력렌즈 은하단 LCDCS-0829.

은하단은 다양한 관측 기술을 통한 탐사로 발견되어 왔고, 많은 방법을 통해 자세하게 연구되어 왔다.
- 광학 또는 적외선: 은하단을 구성하는 각각의 은하들은 광학 또는 적외선 이미지 및 분광을 통해 연구된다. 은하단은 고밀도 지역을 탐색하는 광학 또는 적외선 망원경에 의해 발견되고, 동일한 적색편이에 있는 몇몇 은하들을 발견함으로써 확정된다. 적외선 탐색은 멀리 있는 은하단을 탐색하는데 더욱 유용하다.
- X-선: X-선을 방출하는 뜨거운 가스는 X-선 망원경에 의해 관측된다. 은하단의 가스는 X-선 영상과 X-선 분광 모두 이용하여 연구된다. 은하단은 X-선 탐사에서 상당히 두드러지고, 마찬가지로 AGN은 가장 밝은 X-선 방출 외부은하 천체이다.
- 전파: 전파대역에서 방출하는 많은 전파헤일로(Radio halo)가 은하단에서 발견된다. 전파헤일로 또는 AGN을 포함하는 전파원 무리는 은하단의 위치를 추적하는데 이용되어 왔다. 개개의 전파원(이 경우 AGN)이 드러난 높은 적색편이의 이미지는 (형성 과정에 있는) 원시은하단을 발견하는데 이용된다.
- 수냐에프-젤도비치 효과(Sunyaev–Zeldovich effect): 은하단내부물질에 있는 뜨거운 전자는 우주배경복사로부터 방출된 전자를 역콤프턴 산란(inverse-compton scattering) 과정을 통해 산란시킨다. 이는 일부 전파대역의 우주배경복사에서 관측되는 "그림자"를 형성한다.
- 중력렌즈: 은하단은 이들 뒤의 방향에서 관측되는 은하의 빛을 왜곡시키기에 충분한 질량을 가지고 있다. 관측된 왜곡은 은하단에서의 암흑물질 분포 모형을 작성하는데 이용된다.

## 온도 및 밀도

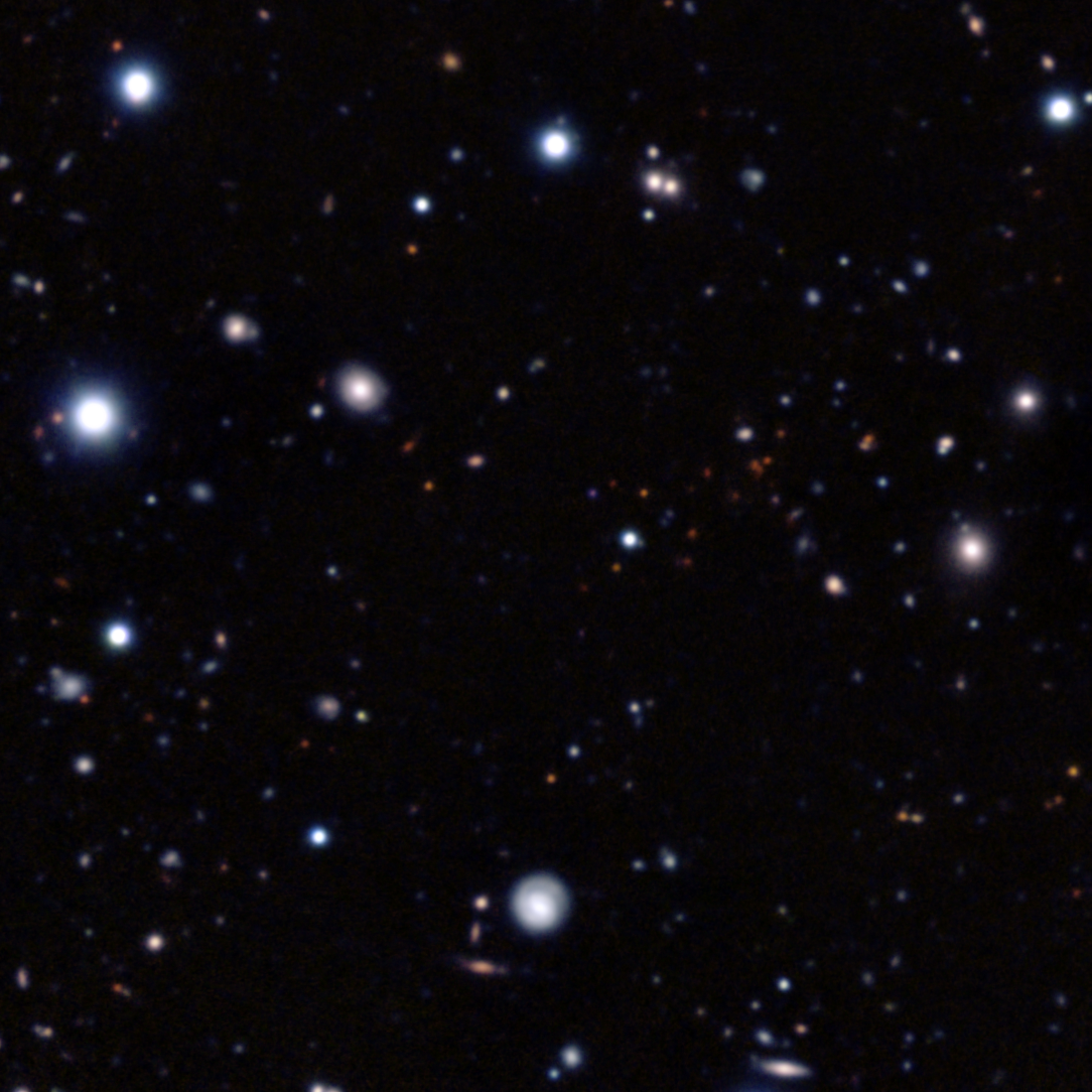
칠레에 있는 ESO의 초거대망원경과 하와이에 있는 NAOJ의 스바루 망원경에 의해 촬영된 가장 멀리 있는 성숙 은하단

은하단은 우주의 계층적 구조 형성에서 가장 최근에 생성되는 천체이자 가장 무거운 천체로, 은하단의 연구는 은하의 형성과 진화에 대한 환경효과에 관해 알려준다. 은하단은 두 가지 중요한 특징을 가지고 있다. 이들의 질량은 구성 은하에서 방출된 고에너지 가스를 유지할 만큼 크고, 은하단 내부에 있는 가스의 열에너지는 X-선 대역에서 관측 가능하다. 은하단 내부에서 관측된 가스의 상태는 흡수, 복사냉각, 냉각에 의해 발생하는 열피드백이 일어나는 동안의 충격가열의 조합을 통해 측정된다. 따라서 밀도, 온도, 은하단내부 X-선 가스의 하위구조는 은하단의 전반적인 열적 형성 역사에 해당한다. 이 열적 역사를 잘 이해하기 위해서는 가스의 엔트로피에 관한 연구가 필요하다. 이는 은하단내부가스의 열에너지의 증가 또는 감소에 의해 가장 직접적으로 변화하는 물리량이기 때문이다.

## 목록
| 이름            | 설명                                |
| --------------- | ----------------------------------- |
| 국부은하군      | 우리은하를 포함하는 은하군          |
| 처녀자리 은하단 | 지구에서 가장 가까운 은하단 중 하나 |

## 같이 보기
- 엔트로피
- 화석 은하군
- 은하 필라멘트
- 일러스트리스 계획
- 은하단내부물질
- 우주의 대규모 구조
- 은하군 및 은하단 목록
- 초은하단
- 은하, 은하단, 대규모 구조에 관한 지식의 타임라인

## 더 읽어보기
Kravtsov, A. V.; Borgani, S. (2012). “은하단의 형성”. 《Annual Review of Astronomy and Astrophysics》 50: 353. arXiv:1205.5556. Bibcode:2012ARA&A..50..353K. doi:10.1146/annurev-astro-081811-125502.